# شريان أبوت
شريان أبوت (بالإنجليزية: Abbott artery)‏ هو شذوذ خلقي صغير، حيثُ ينشأ شريان شاذ من الجهة الخلفية الإنسية للأبهر النازل الدانِ. وجودُ هذا الشريان مُهم أثناء التصليح الجراحي لتضيق الأبهر.